# Erich von dem Bach-Zelewski
 (Août 2020).

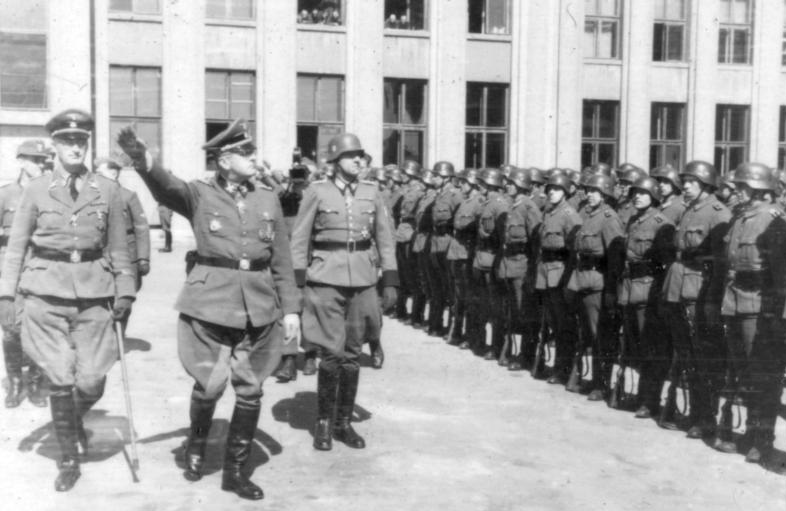
Erich von dem Bach passe des troupes de l'OrPo en revue à Minsk (1943).

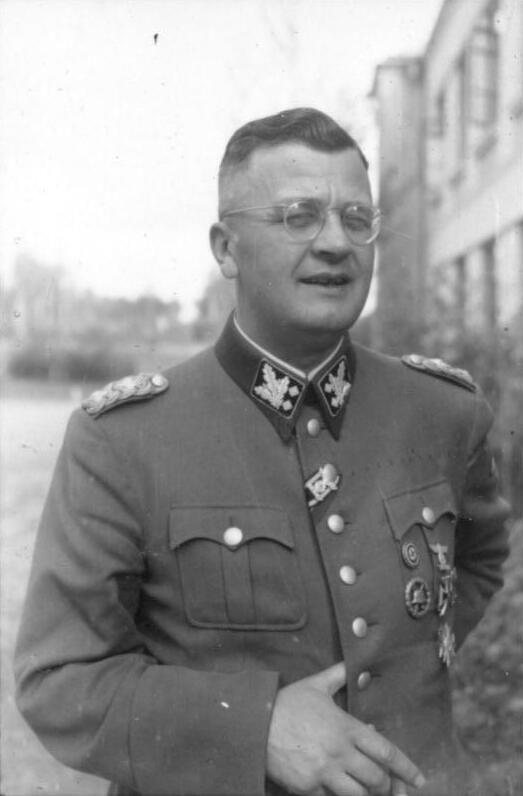
En 1943, probablement dans les pays baltes ou dans l'Est de la Pologne.

Erich von dem Bach-Zelewski est un SS-Obergruppenführer und General der Waffen-SS und der Polizei, criminel de guerre allemand de la Seconde Guerre mondiale, né « von Zelewski » le 1er mars 1899 à Lauenburg-en-Poméranie et mort le 8 mars 1972, alors qu'il est emprisonné à Munich.
Membre du parti nazi et de la SS, il est principalement intervenu en Europe orientale et en Union soviétique, ordonnant notamment le massacre de populations civiles ; il a eu la charge de réprimer l'insurrection de Varsovie à la fin de l’été 1944, opération rendue possible par la pause des troupes soviétiques devant la ville.
Arrêté par l'armée américaine après la guerre, il collabore avec les Alliés au procès de Nuremberg ; ensuite, il a des périodes de liberté : il est néanmoins poursuivi en justice en Allemagne de l'Ouest où il purge plusieurs peines ; il n'a jamais été extradé vers la Pologne ou l'Union soviétique, en dépit des requêtes de ces pays.

## Jeunesse puis ascension dans le parti nazi
Erich von Zelewski est le fils d’Otto von Zelewski, un noble peu fortuné. En 1916, âgé d'à peine 17 ans, Erich rejoint l'armée prussienne en tant que volontaire, et y reste jusqu'à la fin de la guerre en 1918 : il obtient deux fois la croix de fer.
Après la guerre, il entre dans la Reichswehr, l'armée de la république de Weimar, où il reste jusqu'en 1924. Il rejoint ensuite une compagnie de gardes-frontières (les Grenzschutz), où il sert jusqu'en 1930, date de son entrée au parti nazi. Il entre dans la SS en 1931. Il gravit rapidement les échelons de l'organisation et atteint en 1933 le grade de SS-Brigadeführer. Il adopte peu à peu le nom « von dem Bach », à la place de « von Zelewski », la consonance étant plus allemande.
Probablement dans cet esprit de prouver qu'il était « un bon Allemand » et « un bon nazi », et de faire oublier le fait que trois de ses sœurs étaient mariées à des Juifs, ainsi que ses origines slaves, il s'est livré par la suite à des excès toujours plus sanglants.
Député au Reichstag de 1932 à 1944, il participe à la nuit des Longs Couteaux en 1934, au cours de laquelle il assassine Anton von Hohberg und Buchwald, SS-Reiterführer, qui avait rapporté au ministère de la Défense des propos hostiles à la Reichswehr tenus par un SS-Gruppenführer. Il occupe des postes variés dans le parti nazi, d'abord en Prusse-Orientale, puis dans le Gau de Silésie après 1936, où il devient en 1937 Höhere(r) SS- und Polizeiführer (HSSPf), c’est-à-dire « chef supérieur de la SS et de la Police » dans une grande région.

## Rôle dans la Seconde Guerre mondiale

### Responsable de la répression SS en Silésie et en Pologne (1939-1940)
Au début de la Seconde Guerre mondiale, il dirige des unités qui participent aux représailles et aux exécutions de prisonniers de guerre polonais pendant la campagne de Pologne en septembre 1939. Le 7 novembre 1939, Himmler le nomme au poste de commissaire pour le renforcement du germanisme en Silésie. Il organise des déplacements de populations et la confiscation de propriétés privées. En août 1940, soit à peine un an après le début de la guerre, ses unités ont confisqué les maisons de plus de 20 000 familles de la région de Żywiec, les obligeant à partir.
Il propose de déporter l'ensemble des Juifs du Reich dans le district de Lublin ; devant l'opposition de Hans Frank, il décide, avec Himmler, de créer un camp de travail en Silésie, près de la ville d'Auschwitz ; le camp est ouvert en mai 1940.
Par la suite, le 28 novembre 1940, von dem Bach change officiellement de nom, et abandonne son nom de famille paternel : Zelewski. Il se fait donc désormais appeler simplement « Erich von dem Bach ».

### Responsable de la répression SS dans le Reichskommissariat Ostland (1941-1944)
Associé de près aux projets orientaux de Himmler, préparés à partir de l'automne 1940, Erich von dem Bach est nommé Höhere(r) SS- und Polizeiführer (HSSPf) de la zone « Russland Mitte » (Russie Centre), dépendant du Reichskommissariat Ostland.
Au cours de l'été 1941, il assiste avec Himmler, au cours de l'une des multiples tournées d'inspection de ce dernier, à de nombreuses actions des Einsatzgruppen (les unités mobiles de tuerie) opérant dans la circonscription dont il est responsable : le 1er juillet lors du voyage de ce dernier à Białystok, les 14, 15 et 16 août lors de sa tournée à Minsk ; lors de cette dernière tournée, il confie à Himmler ses appréhensions sur le devenir des membres des Einsatzgruppen, dont certains commencent à connaître des troubles psychologiques, du fait des exécutions en masse par fusillades auxquelles ils procèdent.
Lui-même commence également à souffrir de tels troubles selon le témoignage du médecin Ernst-Robert Grawitz. Pour les surmonter, il est fait appel à un travail subconscient de refoulement. Le mécanisme en apparaît clairement dans le choix du vocabulaire et des euphémismes pour éviter l'utilisation de termes trop crus tels que « tuer », « mort ». Lors d'une visite à Minsk, Himmler veut voir à quoi ressemble une « liquidation ». Il demande à Nebe de fusiller devant lui une centaine de jeunes gens. Erich von dem Bach s'adresse à Himmler qui est très ému à la suite de la fusillade : « Reichsführer, ici il n'y en a que cent… Voyez dans les yeux des hommes du (Einsatz-)Kommando comme ils sont profondément atteints. Ces hommes sont finis pour toute leur vie. Quel genre de disciples formons-nous donc ici ? Ou bien des névrosés ou bien des bêtes brutes ». Himmler s'adresse ensuite aux hommes en faisant remarquer que le devoir qu'ils ont accompli est repoussant et qu'il lui aurait été pénible de voir des Allemands exécuter une telle tâche avec gaieté. Mais comme soldat dit-il, ils doivent obéir et lui seul a à répondre de leurs actes devant Dieu et Hitler. Après ce discours, toujours avec von dem Bach, Karl Wolff, et Nebe, ils visitent un asile d'aliénés. Nebe demande l'autorisation d'essayer la dynamite pour « liquider » les « fous ». Bien que von dem Bach ait objecté (avec Karl Wolff) que les malades ne sont pas des cobayes, Himmler donne son accord pour ces essais à la dynamite. Les résultats s'avérent déplorables et la solution adoptée plus tard est celle des camions à gaz, le but poursuivi étant toujours, au premier niveau, d'éviter des troubles psychologiques aux exécutants qui doivent tirer pour tuer.

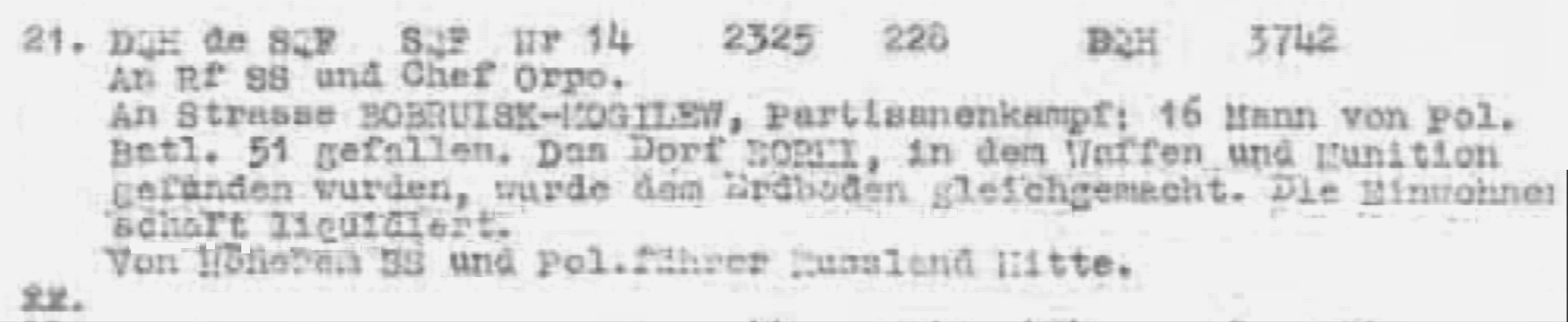
Télégramme décrypté du 16 juin 1942 : « Au Reichsführer-SS [Heinrich Himmler] et au chef de l'OrPo [Kurt Daluege]. Sur la route Bobruisk-Mogilew, escarmouche avec des partisans : 16 hommes du de police ont été tués. Dans le village de Borki, où des armes et des munitions ont été trouvées, le village a été rasé selon la méthode habituelle et les habitants liquidés. De la part du : Höherem SS- und Polizeiführer Russland Mitte [HSSPF Russie Centre : Erich von dem Bach].

Alors qu’il est appelé à devenir le HSSPf de Moscou, la Wehrmacht échoue à quelques dizaines de kilomètres de la ville, et il reste donc à son poste, commandant entre autres des unités anti-partisans sur le front de l’Est jusqu’en 1943.
En février 1942, il est hospitalisé pour, a-t-il affirmé par la suite, des troubles psychologiques consécutifs au nettoyage ethnique et aux exécutions répétées de Juifs en Biélorussie, auxquelles il a assisté. Cependant, certaines sources tendent à affirmer que son incapacité était purement physique. Il reprend son poste en juillet, sans manifester aucun changement dans sa cruauté quotidienne. Erich von dem Bach est l’un des chefs régionaux de la SS appréciés de Himmler. Comme il se rétablit très lentement à l’issue de son séjour en hôpital, le docteur Ernst-Robert Grawitz, médecin SS réputé, est à nouveau envoyé à son chevet par Himmler. Selon le diagnostic de ce médecin, le malade revit des tueries de Juifs organisées sous sa direction personnelle, ainsi que d'autres pénibles expériences à l'Est.
En juin 1943, il devient commandant du « Bandenkampfverbände », responsable, entre autres crimes, du massacre de 35 000 civils à Riga et de la mort de plus de 200 000 personnes en Biélorussie et dans l’Est de la Pologne.

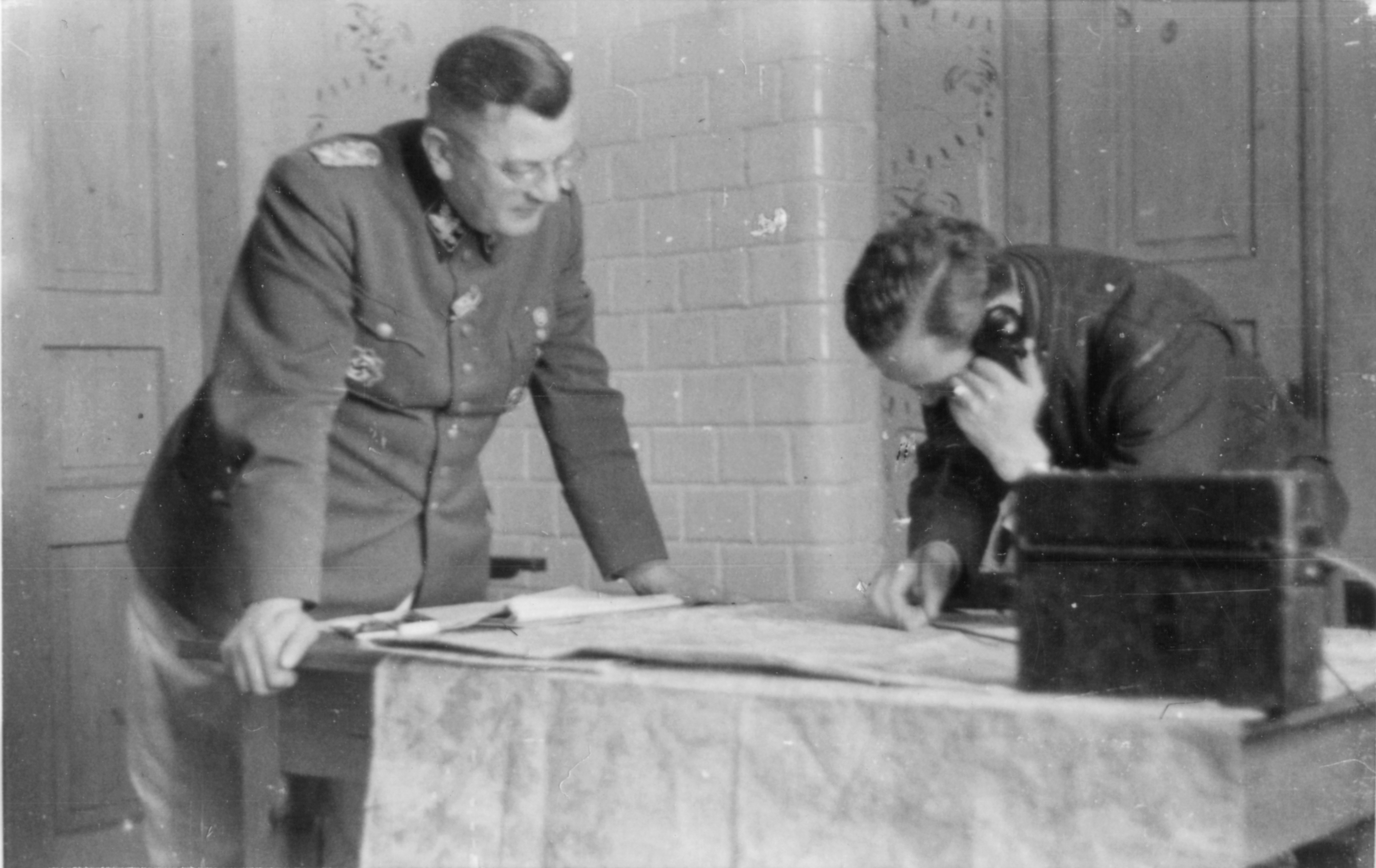
Mars 1944 en Russie, Erich von dem Bach étudie des cartes.

En 1944, il rejoint le front dans la région de Kovel, et rentre en mars en Allemagne pour suivre une fois de plus un traitement médical. Himmler prend les décisions importantes à sa place pendant son absence.

### Commandant des troupes allemandes à Varsovie durant l'insurrection nationaliste de l’été 1944

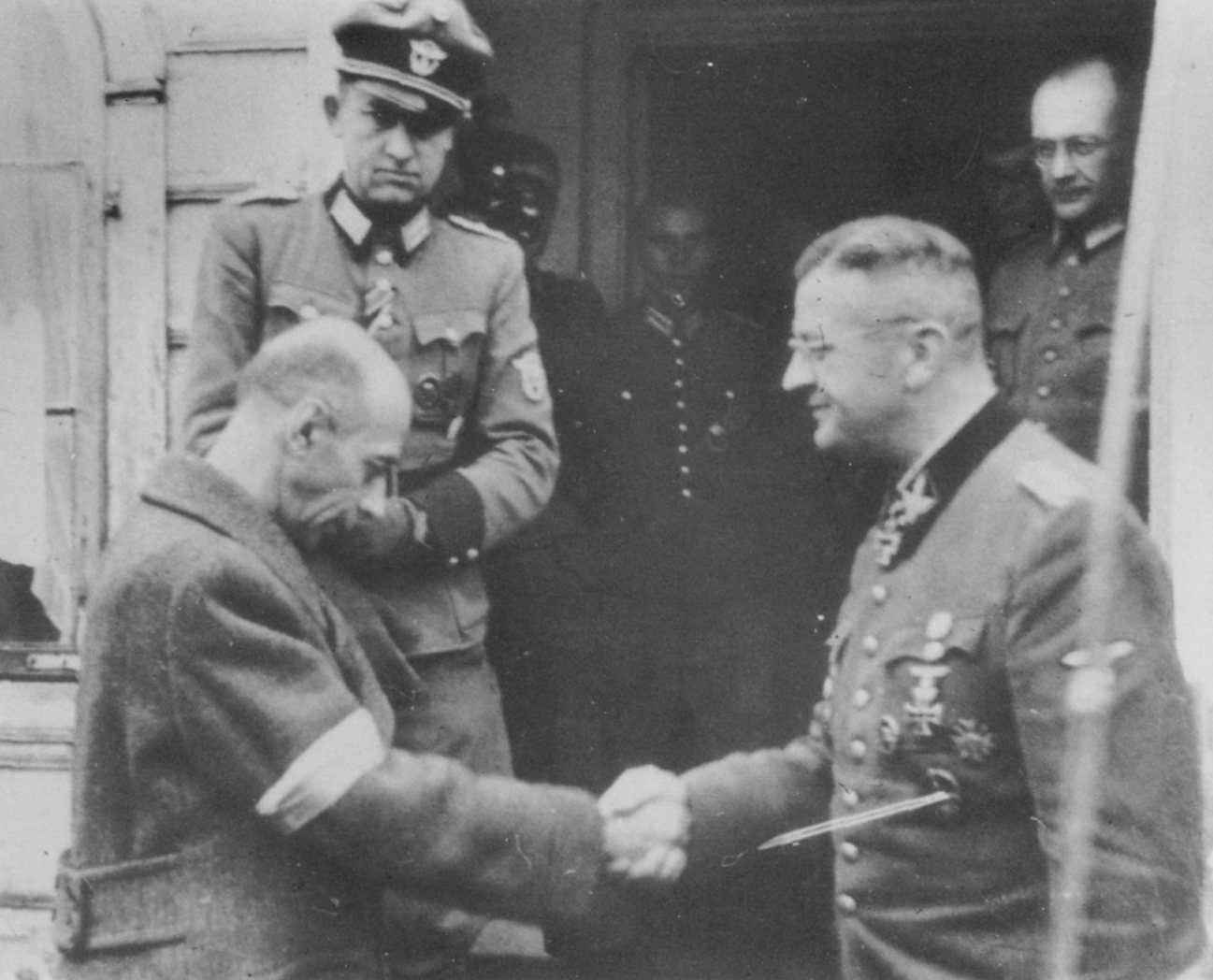
Le 4 octobre 1944, Erich von dem Bach reçoit des mains du général Tadeusz Bór-Komorowski (de l'Armia Krajowa) la capitulation de l'insurrection de Varsovie.

Le 2 août 1944, il prend le commandement général de toutes les troupes qui se battent contre les partisans lors du soulèvement de Varsovie. Parmi celles-ci on peut citer les brigades Kaminski et Dirlewanger. Après plus de deux mois de combats acharnés, il réussit finalement à reprendre la ville. Le bilan est terrible : ses unités ont tué plus de 200 000 civils, dont environ 65 000 au cours « d'exécutions de masse », et un nombre inconnu de prisonniers de guerre.

## Débâcle militaire en 1945 puis procès à Nuremberg (1945-1950)
Entre le 26 janvier et le 10 février 1945, von dem Bach dirige un des « Korpsgruppe » du SS-Armeekorps en Allemagne. Cependant, après deux semaines seulement, son unité souffre de lourdes pertes. Voyant que la défaite est proche, il se cache et essaie de quitter le pays. Il est arrêté, près de trois mois après la capitulation allemande, le 1er août par la police militaire américaine. En échange de son témoignage contre ses anciens supérieurs au procès de Nuremberg (où, pour paraître moins allemand cette fois-ci, il réutilise le nom complet « Erich von dem Bach-Zelewski »), von dem Bach n’est jamais jugé ni même inquiété pour ses crimes de guerre, et n'est pas extradé vers la Pologne ou l’Union soviétique. Il quitte sa prison en 1949.
En 1951, il affirme avoir aidé Hermann Göring à se suicider, en lui procurant les capsules de cyanure qu’il a utilisées. Cependant, beaucoup d’historiens actuels sont sceptiques quant aux affirmations de von dem Bach.
Il dit lors du procès de Nuremberg : « Si vous prêchez pendant dix longues années que les peuples slaves constituent une race inférieure et que les Juifs sont des sous-hommes, il s'ensuivra logiquement qu'on acceptera comme un phénomène naturel le fait de tuer des millions de ces êtres humains ».

## Les vingt dernières années de sa vie
En 1951 également, Bach-Zelewski est condamné à une peine de prison de dix ans dans un camp de travail, pour le meurtre d’opposants politiques au début des années 1930. Il purge sa peine jusqu’en 1958, où il est à nouveau condamné à purger une peine de deux années et demie de prison pour le meurtre d’un officier SA durant la nuit des Longs Couteaux. Puis en 1961, il est à nouveau condamné à une sentence de dix années supplémentaires pour le meurtre de dix communistes allemands dans les années 1930. Aucune des condamnations prononcées envers lui ne prend en compte son rôle dans l’Est et sa participation à de nombreux massacres (à Minsk, Moguilev, et en Biélorussie) bien qu’il ait publiquement admis avoir tué des Juifs, tout en insistant sur ses regrets et sa pénitence.
Il meurt à la prison de Munich en 1972. Son épouse depuis 1921, Ruth Apfeld, avec laquelle il a eu trois fils et trois filles, était 
morte environ 5 ans avant lui en 1967, âgée de 66 ans.

## Décorations
- Croix de fer (Première Guerre mondiale)
  - 2e classe (5 août 1917)
  - 1re classe (25 septembre 1918)
- Insigne des blessés (1914)
  - en noir
  - en argent
- Croix d'honneur pour les combattants 1914-1918
- Croix de Danzig
- Insigne allemand des Sports
- Insigne des sports de la SA en bronze
- Insigne d'honneur en or du NSDAP
- SS-Ehrenring
- Agrafe de la croix de fer (Seconde Guerre mondiale)
  - 2e classe (31 août 1941)
  - 1re classe (20 mai 1942)
- Croix du Mérite de guerre avec glaives
  - 2e classe
  - 1re classe
- Médaille du front de l'Est
- Insigne de lutte contre les partisans en argent
- Croix allemande (23 février 1942)
- Croix de chevalier de la croix de fer
  - Croix de chevalier le 30 septembre 1944 en tant que SS-Obergruppenführer, General der Polizei, General der Waffen-SS et commandant du Korpsgruppe « von dem Bach »
- Mentionné dans le bulletin quotidien radiophonique de l'armée : le Wehrmachtbericht le 1er octobre 1944